# Islotes San Felipe
Die Islotes San Felipe (spanisch) sind eine kleine Inselgruppe vor der Fallières-Küste des Grahamlands auf der Antarktischen Halbinsel. Sie liegen unmittelbar südlich des Bottrill Head in der Einfahrt vom Bourgeois-Fjord in den Dogs-Leg-Fjord.
Argentinische Wissenschaftler benannten sie. Der Namensgeber ist nicht überliefert.